# تشوخلوما
تشوخلوما (بالروسية: Чухлома) هي إحدى مدن روسيا في الكيان الفدرالي الروسي كوستروما أوبلاست.

## اقرأ أيضًا
- أوكتايابرسك